# Iskra Velinova
Iskra Velinova, född den 8 augusti 1953 i Sofia i Bulgarien, är en bulgarisk roddare.
Hon tog OS-silver i fyra med styrman i samband med de olympiska roddtävlingarna 1980 i Moskva.